# Западная академия Пекина
Западная академия Пекина (англ. Western Academy of Beijing) — Частная международная школа, находящаяся в Пекине. WAB предоставляет обучение детям, начиная с ясель и заканчивая двенадцатым классом. Официальные цвета школы — чёрный и жёлтый.

## Инфраструктура
Академия включает в себя начальную школу (с детского сада по 5-й класс), среднюю школу (с 6-го по 8-й класс) и старшую школу (с 9-го по 12-й класс). В Академии находятся три библиотеки, по одной на каждую школу: библиотека Сабины Бради (англ. The Sabina Brady library), библиотека «Красный Список» (англ. the Red Scroll) и библиотека «Студия Зелёное Небо» (англ. the Green Sky Studio). Здание под названием HUB включает в себя залы для занятия искусством, музыкой и танцами.
Для удобства обучения в школе также располагаются:
- Три спортзала
- Фитнес-центр
- Стенка для скалолазания
- Крытый амфитеатр
- Три библиотеки
- 40 научных лабораторий
- Звуконепроницаемая студия звукозаписи
- Учительские, разделённые по предметам: языки, информатика, технология, искусство, гуманитарные науки.
- Центр помощи ученикам с обучением
- Три театральных помещения

## Оборудование
Каждый класс оснащён прожектором и интерактивной доской. В каждом здании располагаются как черно-белые, так и цветные принтеры.
Каждый ученик, начиная с первого класса, имеет персональный ноутбук с операционной системой Mac OS. Ученики, учителя и персонал имеют свой личный адрес электронной почты на школьном сервере. Учебные материалы и электронный журнал располагаются на частных серверах Moodle и Powerschool.
Сеть Tiger Sports Network также предоставляет возможность просмотра репортажей школьных событий в режиме онлайн.

## WABX
WABX — общее название для внешкольной программы. Программы воодушевляет учеников на занятие спортом, изобразительным искусством, музыкой, театральным искусством, танцами и благотворительностью. Ученики ведут школьные блоги, в которых требуется вести записи о своих успехах и прогрессе.

## Учебная программа
Школа предоставляет обучение по системе International Baccalaureate, которая, в свою очередь, разделена на три секции: программа для начальной школы, средней школы и дипломная программа.Программа для начальной школы называется IB Primary Years Programme (сокращённо PYP) и её основным постулатом является поиск ответов на вопросы:
- Кто мы?
- Где мы находимся?
- Как мы можем выразить себя?
- Как устроен мир?
- Как нам сформировать самих себя?
- Ответственность за планету Земля

Программа для средней школы называется IB Middle Years Programme (сокращённо MYP). В основе этой программы лежат такие понятия как:
- Целостное обучение
- Осознание себя частью международного сообщества
- Общение и взаимодействие с людьми

И, наконец, дипломная программы, которая длится два года для одиннадцатых и двенадцатых классов, называется IB Diploma Programme (сокращённо IB DP). В этой программе две главные части — Теоретические Основы и Принципы Знаний, и Эссе. Теоретические Основы и Принципы Знаний это курс, который нацелен на развитие и закрепления навыков анализа и критики, полученных в предшествующем обучении. Хотя этот предмет и представлен как выборочный в WAB, все ученики, которые выбирают IB DP, обязаны изучать этот предмет. Эссе представляет собой самолично организованную, спланированную и написанную исследовательскую работу на индивидуальную тему длиной в 4000 слов.
Несмотря на то, что PYP и MYP — обязательны для изучения, одиннадцатым и двенадцатым классам предоставлен выбор. Учащиеся могут выбирать между IB DP, DP Cources (смешанные IB DP и обычные классы Старшей Школы) и простая программа Старшей Школы WAB.